# Ernst Lehnig
Ernst Lehnig (* 25. Juli 1899 in Braunschweig; † 27. November 1951 in Wernigerode) war ein niedersächsischer Politiker (SPD) und Mitglied des Ernannten Braunschweigischen Landtages.
Der Gewerkschaftssekretär war Mitglied des Ernannten Braunschweigischen Landtages vom 21. Februar 1946 bis 21. November 1946. 